# Anopheles earlei
Anopheles earlei este o specie de țânțari din genul Anopheles, descrisă de Vargas în anul 1943. Conform Catalogue of Life specia Anopheles earlei nu are subspecii cunoscute.